# Albuneidae
Albuneidae es una familia de crustáceos decápodos del infraorden Anomura, dentro de la superfamilia Hippoidea. Se encuentran en hábitats arenosos de zonas costeras y son conocidos por su capacidad de excavar en la arena.

## Subfamilias y géneros
Albuneidae incluye los siguientes subfamilias:
- Albuneinae
  - Austrolepidopa
  - Albunea
  - †Harryhausenia
  - †Italialbunea
  - Paralbunea
  - †Praealbunea
  - Sklallamia
  - †Sklallamia
  - Squillalbunea
  - Stemonopa
  - Zygopa
- Lepidopinae
  - Lepidopa
  - †Leucolepidopa
  - Paraleucolepidopa